# Dungeon Siege
Dungeon Siege est un jeu vidéo d'action/aventure (et plus précisément, un hack and slash) de fantasy, développé par Chris Taylor chez Gas Powered Games et édité par Microsoft.

## Système de jeu
Le joueur doit sauver le royaume d'Ehb des forces du Mal. Pour cela, il commande un personnage principal qui débute en tant que fermier jusqu'à devenir un héros. Pendant la progression dans le jeu, le personnage principal peut être rejoint par d'autres aventuriers, au nombre maximal de 8, que le joueur dirige également. Il peut aussi se munir d'une mule pour transporter plus d'objets, qui se défend. Chaque personnage peut se spécialiser entre combat au corps à corps, combat à distance, magie de guerre ou magie naturelle. La spécialisation au combat au corps à corps augmente la force ; le combat à distance, la dextérité ; et les deux magies, l'intelligence.
Il n'y a qu'un seul écran de chargement au début de la partie. Une fois commencé, il n'y a plus besoin de patienter entre chaque niveau, puisqu'ici le monde est continu.

### Le royaume d'Ehb
Il s'agit du royaume servant de décors au premier opus de Dungeon Siege. Ce royaume a été colonisé longtemps avant le début du jeu par les descendants des habitants de la péninsule qui fuyaient la guerre déclenchée contre les forces des ténèbres, cependant il est évoqué quelques fois dans le jeu original et bien plus dans son extension que la vraie origine des colons d'Ehb est un rapport avec « un peuple des étoiles ». Le scénario aurait donc un rapport important à la science-fiction, malheureusement exclu...
Cachés derrière les hautes montagnes qui bordent le royaume, les habitants se croient en sûreté.
L'avenir leur donnera tort et propulsera un simple fermier et ses compagnons au rang de héros après qu'ils auront traversé tout Ehb. Les héros de Dungeon Siege sont appelés les Carnorouen, il s'agit de puissant guerrier doué de la flamme de Karo un pouvoir divin conféré par un ancien dieu du savoir.

### Histoire
Pendant le jeu, le joueur traverse différents lieux :
1. la forêt occidentale : Le joueur se voit confier la tâche d'aller trouver un certain Gyorn. Cette phase se traduit surtout par un immense tutoriel. On évolue ici dans une forêt tout le long d'un chemin ponctué d'une ferme dévastée ou deux, puis une forêt sauvage remplie de monstres.
2. la crypte du Sang-Sacré : Vous pouvez ajouter un personnage que vous secourez, Ulora.
3. la ville de Stonebridge ;
4. la croix de Wesrin ;
5. la mine des nains de Glitterdelve ;
6. la ville de Glacern ;
7. les cavernes des glaces ;
8. la forêt noire ;
9. le marais oriental ;
10. l'usine des gobelins ;
11. les ruines du temple ;
12. la forteresse de Kroth ;
13. les falaises de feu et le gouffre du dragon ;
14. le château d'Ehb.

## Multijoueur
Le monde multijoueur est la péninsule utréenne. Le royaume d'Ehb peut aussi être joué en multijoueur.
On a le choix en multijoueur entre la connexion au réseau local, la connexion via IP (internet). Microsoft a annoncé la fermeture du serveur ZoneMatch en 2007.

## Suites et extensions
- Gas Powered Games a mis en téléchargement libre deux "bonus packs" : Yesterhaven[1] et Return to Arhok[2].
- L'extension Dungeon Siege: Legends of Aranna est sortie en décembre 2003[3].
- Le deuxième opus Dungeon Siege II: Battle for Aranna est sorti début septembre 2005 en France ainsi qu'une extension pour ce jeu Dungeon Siege II: Broken World.
- Dungeon Siege 3 est sorti le 17 juin 2011[4].